# Universidad Estatal Charter Oak
Charter Oak State College es una universidad pública en New Britain, Connecticut, Estados Unidos cuyo nombra viene del árbol de roble de Connecticut. La universidad fue fundada en 1973 por la Legislatura de Connecticut para proveer una manera alternativa a los estudiantes que trabajan para obtener grados asociados y licenciaturas.
La universidad es reconocida oficialmente por la Asociación de Escuelas y Universidades de Nueva Inglaterra, uno de los cuerpos de reconocimiento oficial para títulos universitarios en los Estados Unidos.
Charter Oak State College ha otorgado más de 11.000 títulos universitarios desde su fundación en 1973.

## Papel y alcance
La Junta de Premios Académicos del Estado, establecida en 1973, otorga títulos a través de Charter Oak State College. Como universidad no tradicional, Charter Oak está diseñada para ofrecer a los adultos un medio alternativo de obtener títulos que son de la misma calidad y rigor de los obtenidos en otras instituciones reconocidas de educación superior. La universidad, por lo tanto, colabora y complementa las misiones de otras universidades de Connecticut.
Charter Oak State College ortoga cuatro títulos: el Grado Asociado en Artes, el Grado Asociado en Ciencias, la Licenciatura en Letras y la Licenciatura en Ciencias. Estas titulaciones permiten a los estudiantes a cumplir con metas profesionales y personales. El contenido de los programas para las licenciaturas está estructurado para proporcionar las bases necesarias para el estudio avanzado, ya que un gran número de estudiantes de Charter Oak State College continúan su educación en escuelas de posgrado. La inscripción está abierta a cualquier adulto que demuestre éxito a nivel universitario. La universidad se esfuerza por reconocer la diversidad y los logros de toda su comunidad.
Charter Oak State College lleva a cabo investigación y evaluación institucional para monitorear y evaluar el progreso y el éxito de sus estudiantes, graduados y programas. La universidad utiliza los resultados de estas evaluaciones para evaluar su eficacia y hacer cambios que respondan a los estudiantes y las necesidades institucionales y sociales.

## Datos demográficos
Los estudiantes de Charter Oak incluyen los empleados militares, civiles federales y estatales, los adultos trabajadores y los estudiantes que cursan asignaturas adicionales en preparación para la escuela de posgrado. 65% de los estudiantes son mujeres, 35% son hombres y la edad promedio es de 39 años.

## Alumnos graduados
Los graduados notables incluyen al exjugador de fútbol americano Marvin Jones, el congresista de Oklahoma, Jason Murphey, el congresista de Rhode Island, Larry Valencia y el presentador de noticias, Al Terzi. Luis R. Taveras, Director de Proyecto & Representante de Operación Planificación Departamento de Defensa Estados Unidos en Afganistán.